# Louisiana (Tân Pháp)
Louisiana (tiếng Pháp: La Louisiane) hoặc Louisiana thuộc Pháp (tiếng Pháp: La Louisiane française) là một khu hành chính của Tân Pháp. Dưới sự kiểm soát của Pháp 1682 đến 1762 và 1801 (trên danh nghĩa) đến năm 1803, khu vực này được đặt tên để vinh danh vua Louis XIV, bởi nhà thám hiểm người Pháp René-Robert Cavelier, Sieur de la Salle. Ban đầu nó bao phủ một vùng lãnh thổ rộng lớn bao gồm hầu hết lưu vực thoát nước của sông Mississippi và trải dài từ Ngũ Đại Hồ đến vịnh Mexico và từ dãy Appalachia đến Rocky.
Louisiana bao gồm hai vùng, hiện được gọi là Thượng Louisiana (la Haute-Louisiane), bắt đầu ở phía bắc sông Arkansas và Hạ Louisiana (la Basse-Louisiane). Tiểu bang Louisiana của Hoa Kỳ được đặt tên theo khu vực lịch sử, mặc dù đây chỉ là một phần nhỏ của những vùng đất rộng lớn mà Pháp tuyên bố chủ quyền.

## Lịch sử
Năm 1762, Pháp cảm kích đồng minh Tây Ban Nha vì đã hỗ trợ trong Chiến tranh Bảy Năm và bí mật đồng ý gửi toàn bộ Louisiana thuộc Pháp cho Tây Ban Nha. Năm 1763, Chiến tranh Bảy năm kết thúc, Anh đánh bại Pháp, các đồng minh và các quốc gia tham gia đã ký Hiệp định Paris. Phần phía đông của sông Mississippi ở Louisiana thuộc Pháp được nhượng lại cho Vương quốc Anh, Tây Ban Nha thực sự chỉ có một phần phía tây sông Mississippi. Tên trong hiệp ước hòa bình là để bù đắp cho sự mất mát của Tây Ban Nha để thú nhận Florida với Anh.
Sau khi Hoa Kỳ giành được độc lập, Vương quốc Anh đã công nhận trong Hiệp định Paris năm 1783 rằng Hoa Kỳ chiếm đất ở phía đông sông Mississippi, bao gồm cả phần này của Louisiana thuộc Pháp.
Vào năm 1800, chế độ Napoleón của Pháp và trao đổi chủ quyền của Ý đối với phần phía tây của sông Mississippi ở Louisiana với sự cai trị của nước Ý thuộc vùng Toscana. Năm 1803, Napoleon quyết định bán phần này của Louisiana thuộc Pháp cho Hoa Kỳ.